# Дін О'Кейн
Ді́н О'Ке́йн (англ. Dene O'Kane, 24 лютого 1963 — 14 травня 2024) — професіональний снукерист з Нової Зеландії.

## Кар'єра
О'Кейн двічі був чвертьфіналістом чемпіонату світу (в 1987 та 1992 роках). Вперше виступив на чемпіонаті світу у 1985 році, програвши Девіду Тейлору в першому раунді. Дін був фіналістом турніру Hong Kong Open, але поступився Майку Халлетт з рахунком 8:9.
О'Кейн вперше потрапив до Топ-32 у сезоні 1985/86, а у сезоні 1991/1992 досяг найкращого для себе рейтингу — він був 18-м. Він залишався у Топ-32 до 1997 року включно.

## Досягнення в кар'єрі

### Професійні турніри
- Чемпіонат світу 1 / 4 фіналу — 1987, 1992
- Hong Kong Open фіналіст — 1989

### Аматорські турніри
- IBSF World Masters чемпіон — 2004, 2005, 2008
- Чемпіонат Океанії переможець — 2005—2007